# Lista de raças de gatos domésticos

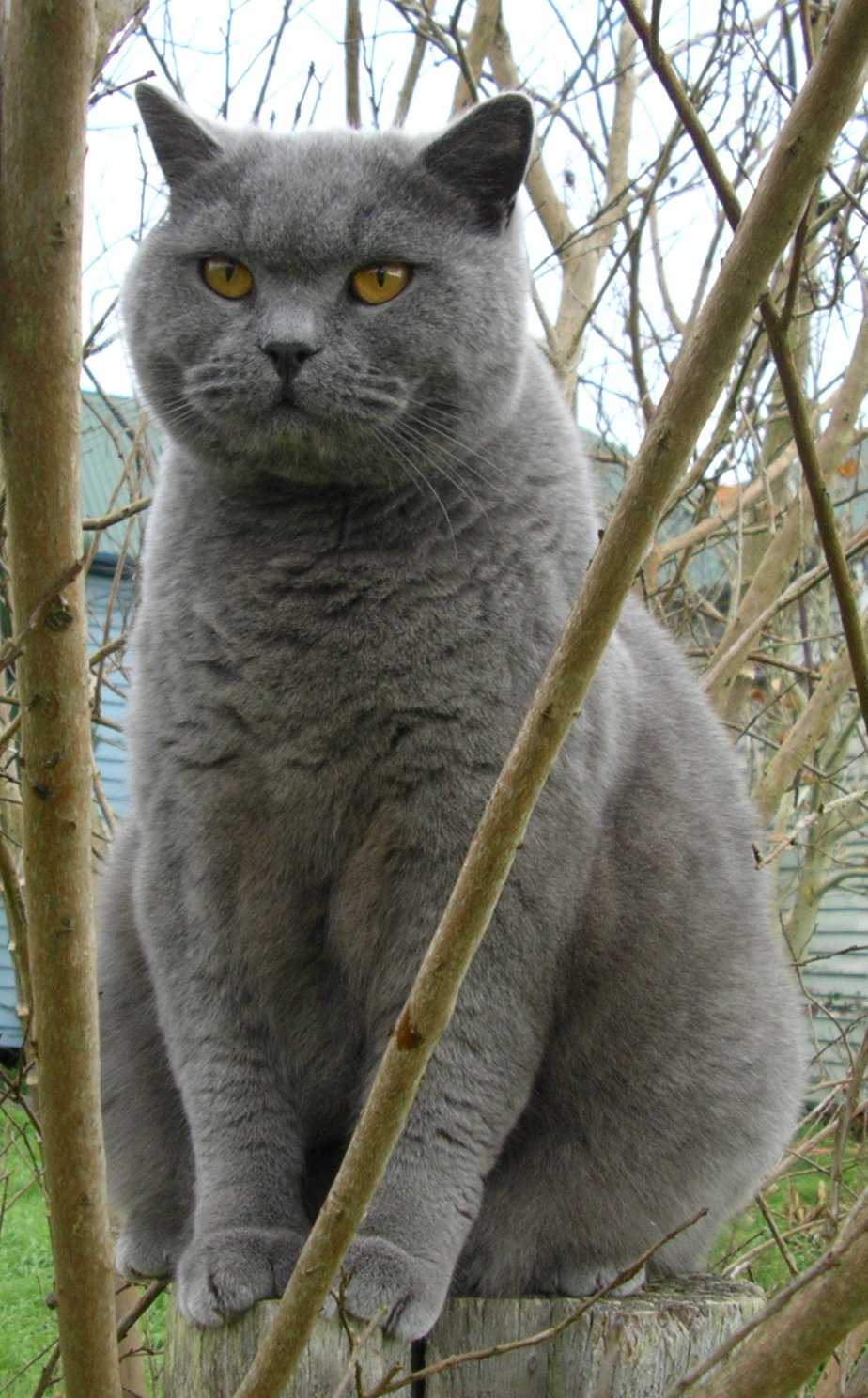
Gato-de-pelo-curto-inglês

Esta é uma lista de raças de gatos domésticos. Tais animais apresentam uma grande variedade de cores e padrões. As raças podem ser divididas em três categorias: pelo longo, pelo curto e pelo ralo. A pelagem pode, ainda, ser dividida em lisa ou ondulada existindo variações intermediárias. A cor dos olhos também podem estar relacionadas à certas raças. Os gatos persas, por exemplo, costumam ter a íris na mesma coloração dos pelos.
A maior parte das raças foram desenvolvidas recentemente, de modo a ressaltar determinadas características desejadas e inibir outras indesejadas. Por exemplo, enquanto um gato bengal deve possuir pernas alongadas, um Munchkin jamais deve apresentar tal característica. Ou ainda, enquanto que caudas longas e exuberantes são imprescindíveis para a beleza dos persas e himalaios, não fazem parte do padrão existente para a raça bobtail. Segundo associações de criadores, como a TICA (Associação Internacional de Gatos), as principais raças de gatos existentes na atualidade são as seguintes:

## Abissínio
Os gatos abissínios possuem origem misteriosa, sendo mais provavelmente provenientes do Egito ou Etiópia. Caracterizam-se por terem comportamento tímido e discreto, com miados baixos. O corpo é esguio e musculoso, o que lhes dá agilidade. Com isso são gatos bem ativos precisando, portanto, realizar muita atividade física. Costumam interagir muito bem com outros gatos, mesmo que sejam de raças diferentes.

## Angorá

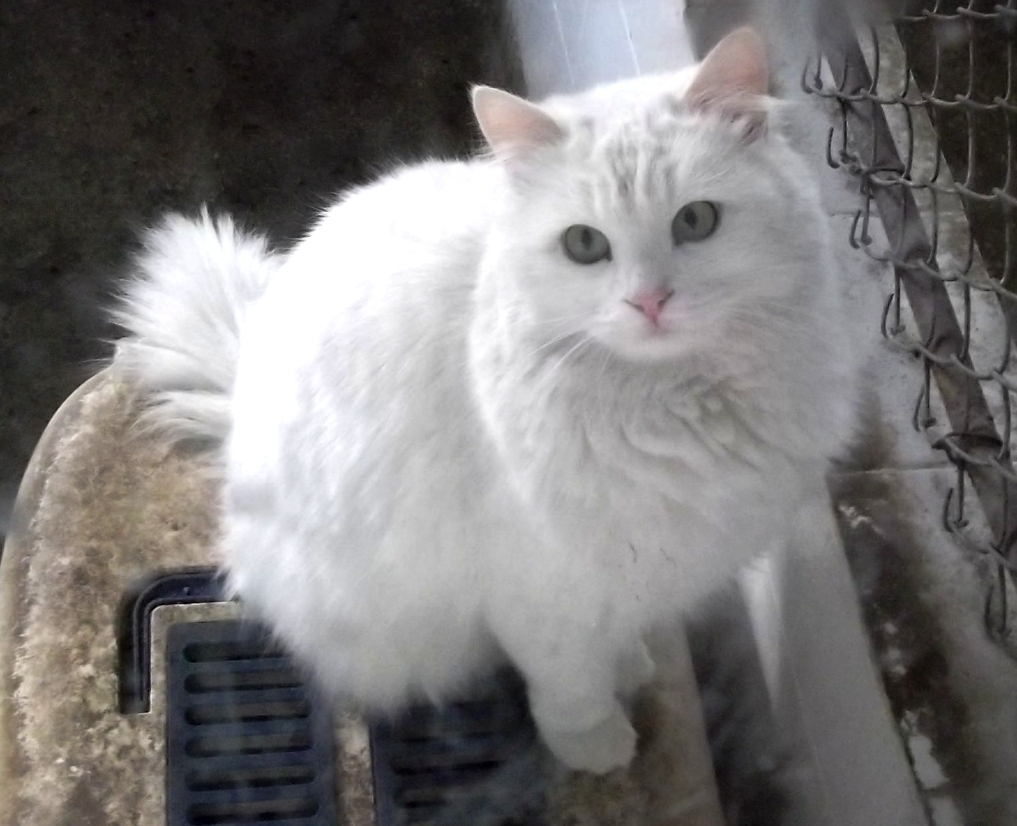
Gato Angorá Turco.

Os gatos da raça angorá surgiram na região de Ankara na Anatólia, Turquia central, e são conhecidos na Europa desde o início do século XVII. Os membros dessa raça são animais muito dóceis e amistosos. Muito curiosos, gostam de escalar até pontos elevados, de onde possam observar a movimentação das pessoas.

## Ashera
Ashera é um animal de caráter híbrido felino criado pela empresa "Lifestyle Pets" do ramo de biotecnologia.
Mistura de serval, gato-leopardo e gato doméstico, o Ashera é um animal exótico, raro. Pode chegar até aos 15 kg. Sociáveis, totalmente domesticáveis, muito inteligentes, se dão bem com adultos e crianças. Estes gatos são também também muitos dispendiosos, sendo considerados os gatos mais caros do mundo.

## Balinês
Parentes próximos dos gatos siameses, os gatos balineses só foram reconhecidos como raça separada dos siameses em 1970 - até então eram considerados apenas uma variação dos siameses, com pelos especialmente longos e felpudos.
Apesar do nome, nada têm a ver com a ilha de Bali, na Indonésia - a raça foi criada modernamente, mediante cruzamento seletivo de siameses com genes especiais que resultavam em pelagens especialmente longas, apenas no século passado, em Nova Iorque (Estados Unidos). A criadora, porém, batizou-os balineses, por supostamente fazerem-na recordar das dançarinas em roupas típicas daquela ilha da Indonésia.
Além da pelagem, são característicos os olhos extremamente azuis.

## Bengal

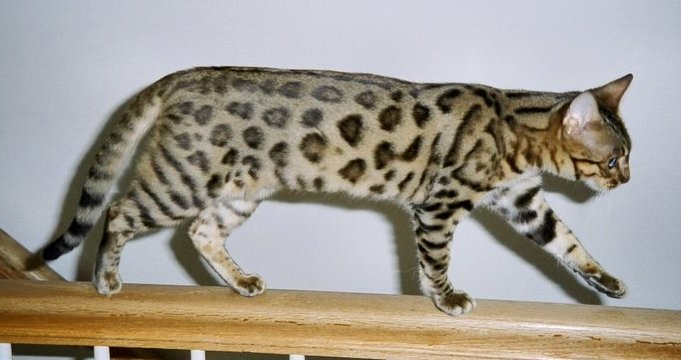
Gato Bengal.

O Bengal é uma raça recente, derivada de cruzamentos induzidos entre gatos domésticos e o gato-leopardo asiático. Tal cruzamento só foi possível devido ao fato do gato-leopardo possuir o mesmo número de cromossomos do gato doméstico, o que tornou possível a realização de cruzamentos que originassem descendentes férteis.
Esses animais apresentam tamanho médio a grande, com peso entre 5,5 a 9 kg. Têm pelo curto, estrutura óssea bastante forte e uma cabeça relativamente grande, com contornos arredondados e ligeiramente comprida, e manchas pretas, lembrando a aparência dos felinos selvagens.

## Bobtail japonês
Oriental originário do Japão, seu nome provém de sua cauda enrolada e curta de aproximadamente 11 centímetros. É esguio, tem olhos ovais oblíquos e cabeça irregular.
Embora seja musculoso e tenha membros longos, prefere uma vida doméstica do que ao ar livre, necessitando de escovagem diária. Possui várias variações: preto, branco, preto e branco, vermelho, vermelho e branco, escama-de-tartaruga, e o mais popular, o mi-ke (preto, vermelho e branco ou pintado).

## Bombay

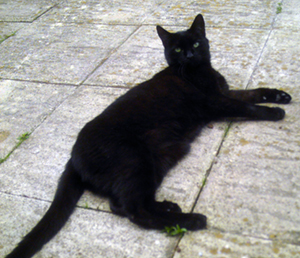
Gato Bombay

O Bombay é um gato originário dos Estados Unidos da América. Surgiu nos anos 1960 por meio de cruzamentos entre diferentes gatos pretos de pelo curto americano.
Esses gatos apresentam a pelagem completamente negra e curta, com textura aveludada, sem a presença de pontos brancos. O seu tamanho é médio, sendo o macho maior que fêmea. Os gatos dessa raça miam pouco, mas em contrapartida, costumam ronronar intensamente. É sociável e necessita sempre de companhia, não se adaptando bem à vida solitária.

## Burmês

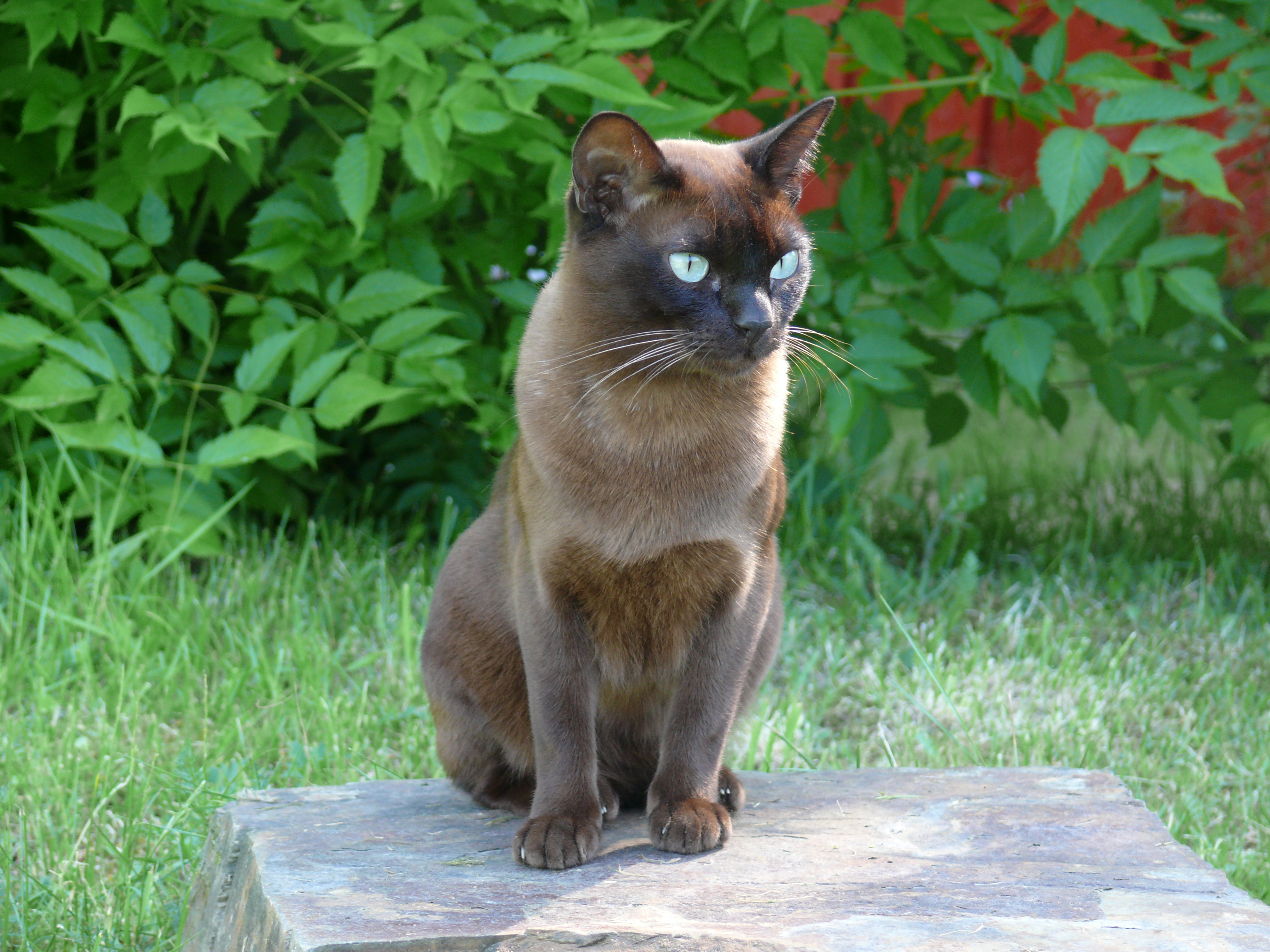
Gato Burmês

Os gatos burmeses são originários da Tailândia. Os atuais descendem, em sua maioria, do cruzamento de uma única matriz que foi levada aos Estados Unidos e cruzada com um siamês. Podem ter pelugem curta e acetinada nas cores marrom, chocolate, azul, lilás e platina. Têm corpo médio, musculoso, membros anteriores mais longos do que os posteriores e cabeça arredondada, além de olhos dourados.
São afetuosos, têm vida longa, felizes em qualquer ambiente e gostam de brincar e exercitar-se. Na Grã-Bretanha, todas as variedades são conhecidas de escama-de-tartaruga.

### Burmês vermelho
Resultado de cruzamentos com o burmês, sua coloração é mais clara comparada a outras raças vermelhas.

## Chartreux

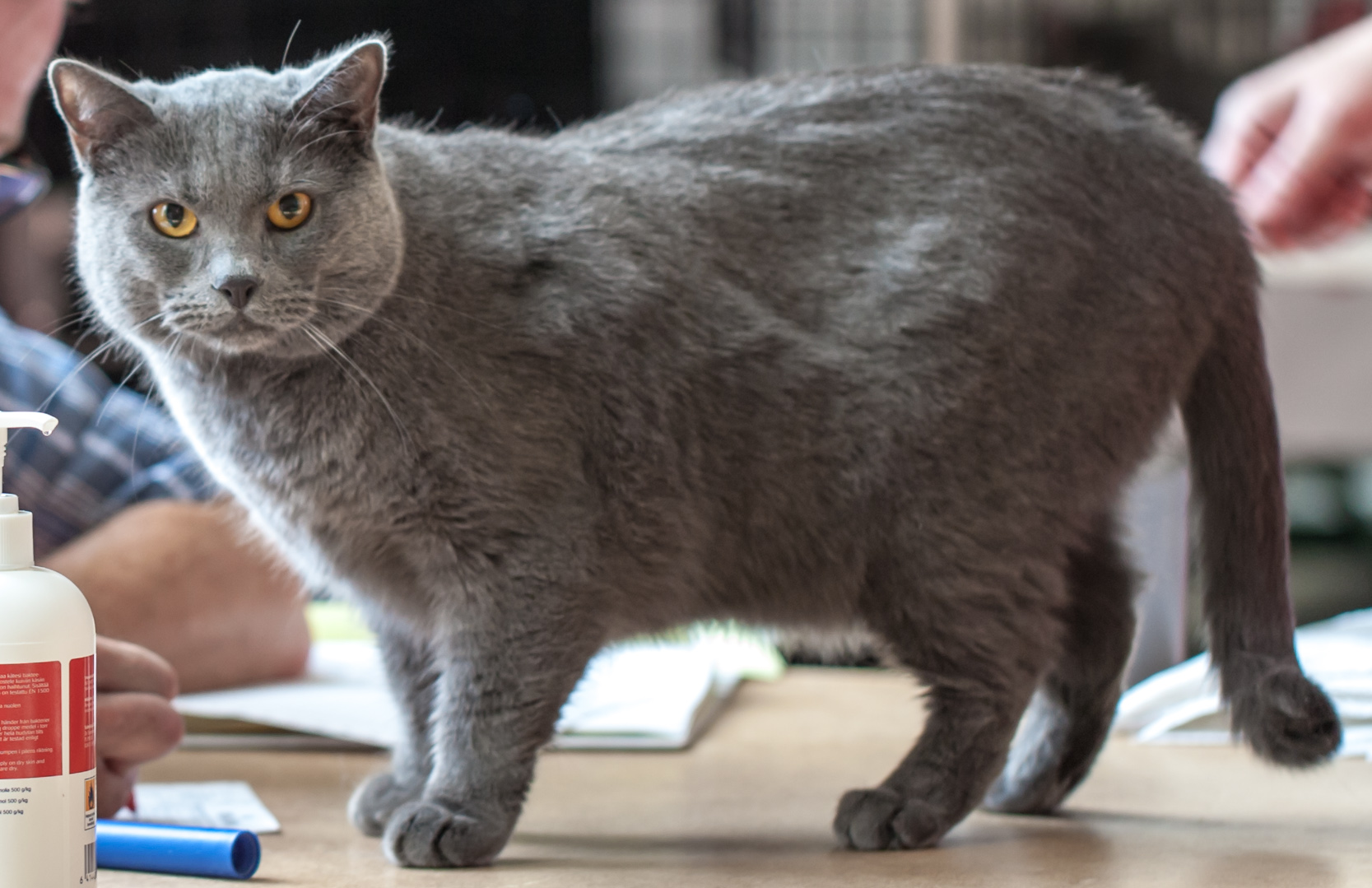
Gato Chartreux.

Os gatos Chartreux apresentam coloração cinza-azulada, com pelos curtos, densos e grossos. Os gatos dessa raça são muito silenciosos, de modo que raramente miam. São muito ativos e necessitam de bastante espaço físico para correrem e exercitarem-se. Quando privados de espaço podem ficar irritados e demonstrar alguma agressividade.
Originário da França, país onde os gatos costumam ser muito populares como animais de estimação, o Chartreux é um animal afetuoso e sociável. Possui um apurado extinto de caça e uma forte musculatura, que lhe dá condições para atacar rapidamente pequenas presas como pássaros e roedores.

## Cornish Rex.
O Cornish Rex é um gato de pelo curto e ligeiramente cacheado, originário da Inglaterra. Possui um aspecto rústico e é considerado um excelente animal de estimação uma vez que convive muito bem com os humanos, mesmo no caso da presença constante de estranhos. É um animal de fácil tratamento, não exigindo cuidados muito complexos.

## Devon Rex
O Devon Rex é uma raça de gatos de pelos curtos e ondulados. É considerado um excelente animal de estimação uma vez que convive muito bem com os humanos, mesmo no caso da presença constante de estranhos. É um animal de fácil tratamento, uma vez que sua pelagem não exige muitos cuidados.

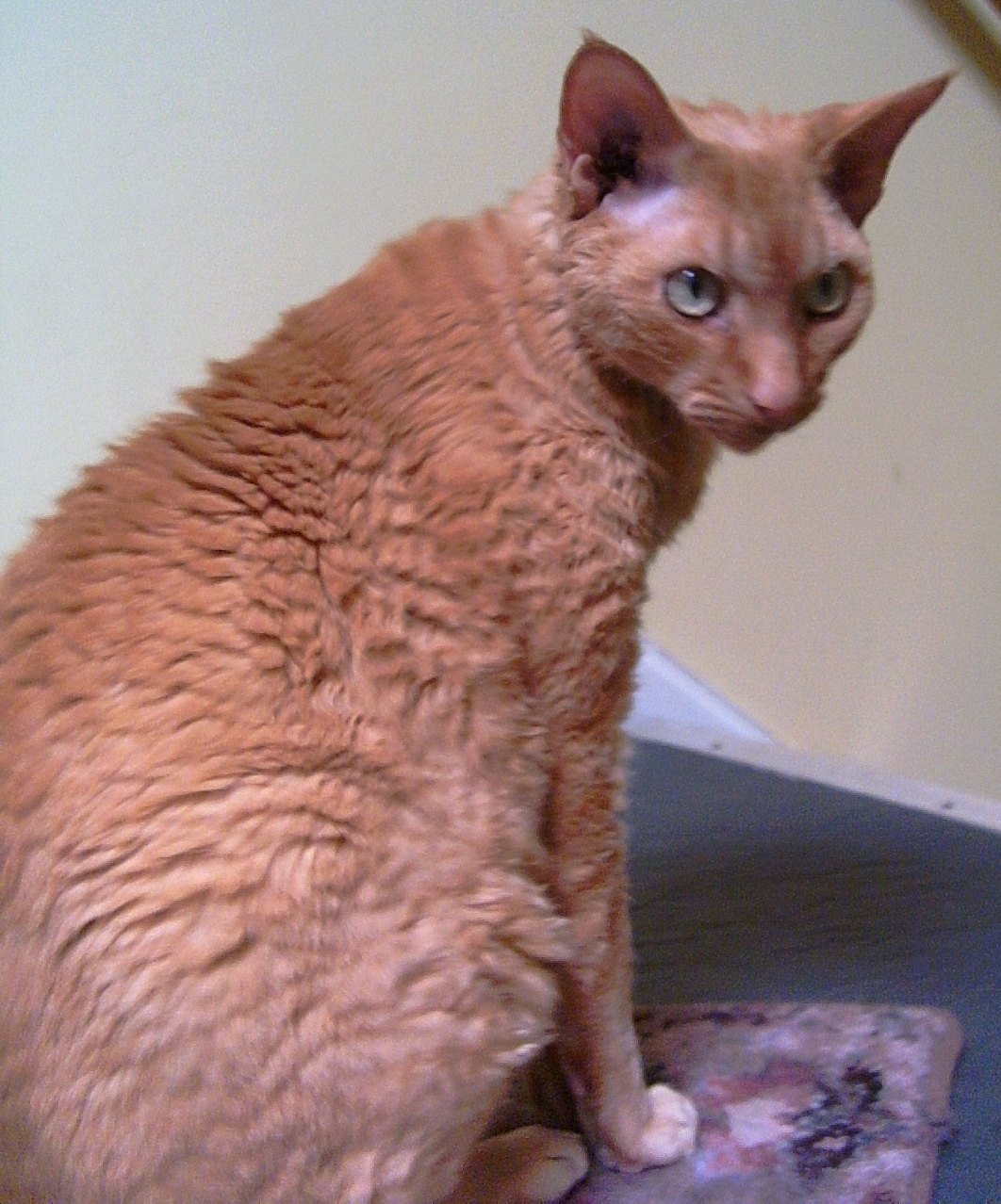
Devon Rex adulto.

## Himalaio

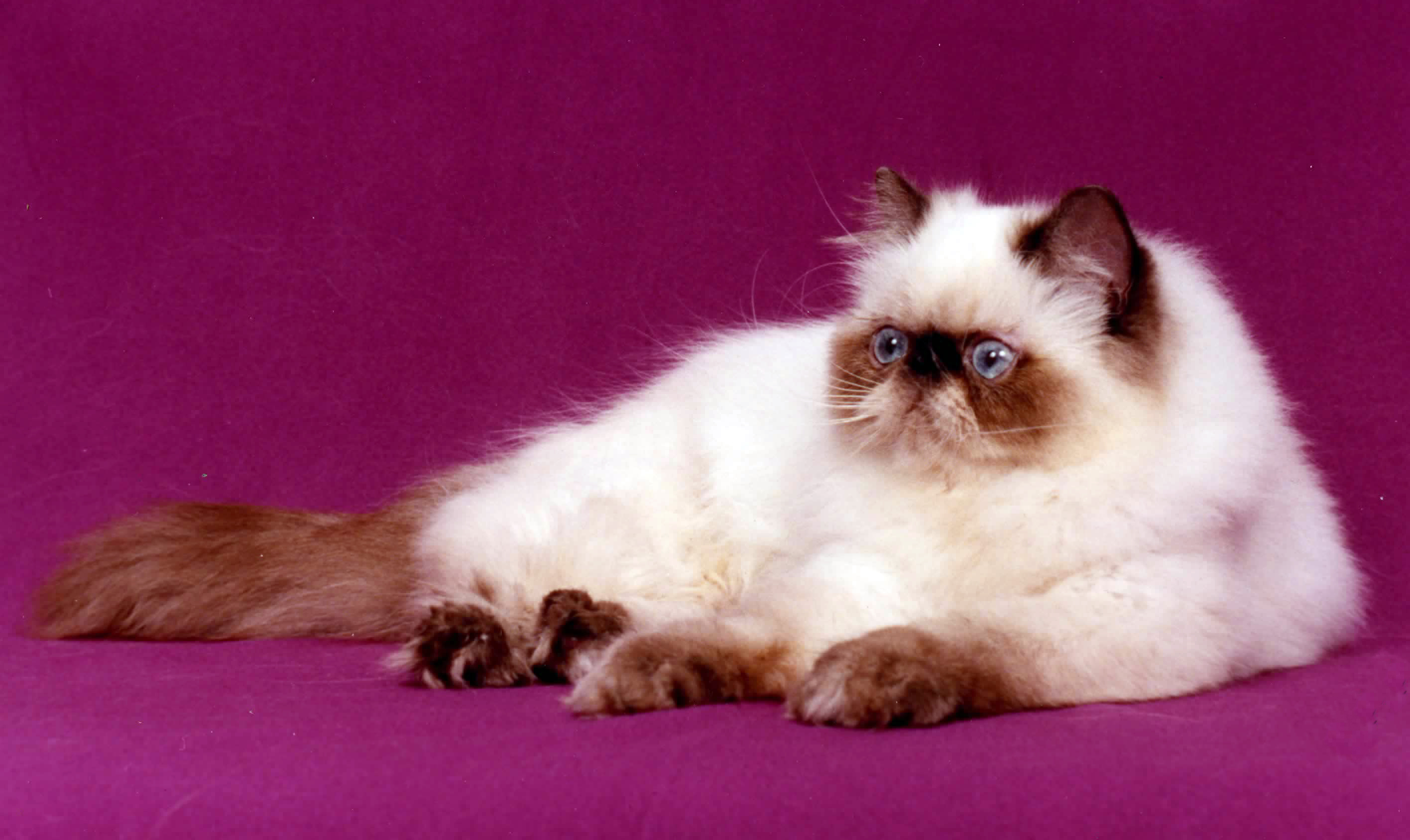
O gato himalaio combina os longos pelos dos Persas com a coloração do Siamês.

O gato himalaio foi criado por meio de cruzamentos consecutivos entre espécimes das raças persa e siamês. Desse modo, combinam a vasta e sedosa pelagem dos persas com o porte e a sofisticada marcação de cores presentes nos siameses.
São gatos apegados aos donos e bastante brincalhões, de modo que precisam sempre da companhia humana ou da presença de brinquedos para se distraírem. Sua principal característica é a pelagem densa com coloração do tipo colourpoint, onde as extremidades do rabo, patas e cabeça assumem uma tonalidade mais escura em relação ao corpo.

## Jaguatirica
A jaguatirica é um felídeo que, até a presente data, não existe uma criação organizada para tornar esta espécie de gato selvagem em animal doméstico por meio de criadores e gatis. Para que isto ocorra, precisaria, no Brasil, de uma autorização do IBAMA para coletar animais na natureza ou então comprar filhotes de criadores (se existir) ou instituições conservacionistas que os reproduzem. Apesar disto, existem diversos casos onde foi adotado como animal doméstico, como o caso de Salvador Dali que tinha um chamado Babou e vários casos de pessoas que encontraram filhotes e os adotam como gatos domésticos.

## LaPerm
O gato LaPerm foi registrado em 1982, nos Estados Unidos da América. Trata-se de um felino de pelagem longa e cacheada, com espirais lembrando um saca-rolhas.
Apresenta comportamento bastante interativo. É um gato muito procurado por pessoas que gostam de animais que se adaptem aos costumes do lar. Sua personalidade marcante faz com que ele desenvolva uma forte ligação afetiva com os donos e esteja sempre pronto para brincadeiras, até mesmo com estranhos.

## Maine Coon

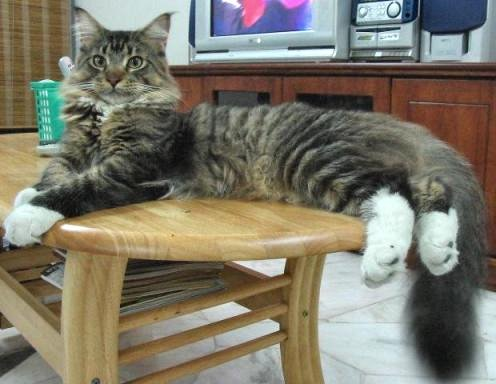
Podendo alcançar peso superior a 20kg, o Maine Coon é a maior raça de gatos existente

O Maine Coon é um gato norte-americano, conhecido pelo seu avantajado tamanho em relação às demais raças. Foi primeiramente reconhecido como raça oficial  no estado norte-americano do Maine, onde era famoso pela sua capacidade de caçar ratos e de tolerar climas rigorosos. Apesar do seu grande porte físico, estes animais são também muito dóceis e gentis, daí serem também conhecidos como "o gigante gentil".
Originalmente um gato de trabalho, o Maine Coon é resistente, rústico, capaz de suportar as intempéries. Seu pelo é macio e seu corpo muito bem proporcionado, de aparência retangular e balanceada, sem partes exageradas em tamanho. É musculoso, de tamanho médio para grande. As fêmeas geralmente são menores que os machos.
O comportamento do Maine Coon é extremamente dócil, meigo, companheiro, dando-se bem com outros gatos e outros animais de estimação, como o cão. É um gato de fácil adaptação, e essencialmente muito amigável. É carente de cuidados e atenção, necessitando sempre companhia. Seu miado é um dos mais curiosos, por ser semelhante ao cricrilar de um grilo.

## Manx
O manx ou manês é uma raça originária da Ilha de Man cuja principal característica é a ausência de cauda. Trata-se de uma raça com temperamento dócil e brincalhão. São gatos muito ativos, que possuem grandes habilidades de saltos. Dotados de muita curiosidade, os gatos dessa raça são capazes de aprenderem a utilizar suas patas para mover maçanetas de portas e abri-las com o objetivo de entrar em um local que tenha algo que queiram. Devido à características genéticas, esta raça pode ser facilmente reconhecida, uma vez que esses animais possuem suas caudas suprimidas.

### Cymric

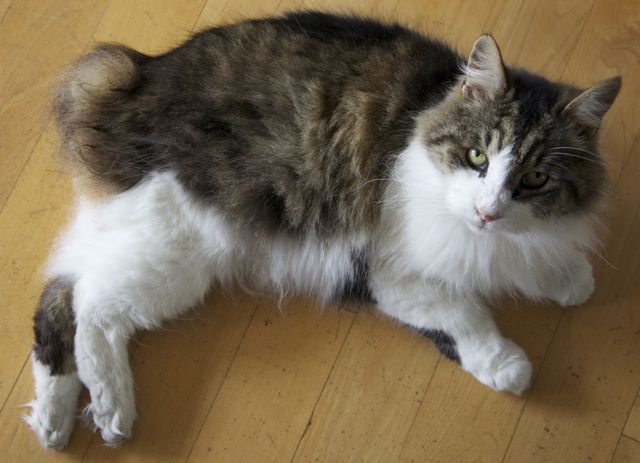
Gato cymric stumpy

O cymric, versão de pelo longo do manx, surgiu no Canadá na década de 1960, em ninhadas com pedigree sem ancestrais de pelo longo. Compacto, seu físico é robusto, com membros posteriores mais longos, aparência arqueada, e conformação musculosa. Há variações no comprimento da cauda, os stumpies (plural de stumpy) são os gatos com apenas vestígios de cauda, enquanto longies (plural de longie) são os que têm cauda inteira. Pode apresentar todas as cores e padrões.
Seu nome vêm da palavra celta para Gales, país próximo da Ilha de Man, lar do manx. Afetuoso, caçador de camundongos, inteligente e compatível com outros animais, faz com que esta raça prefira tanto viver domesticamente quanto ao ar livre. Tem pelos externos macios e brilhantes e subpelo longo e espesso, fazendo com que deva ser realizada sua escovação regularmente com uma escova macia.

## Mau Egípcio

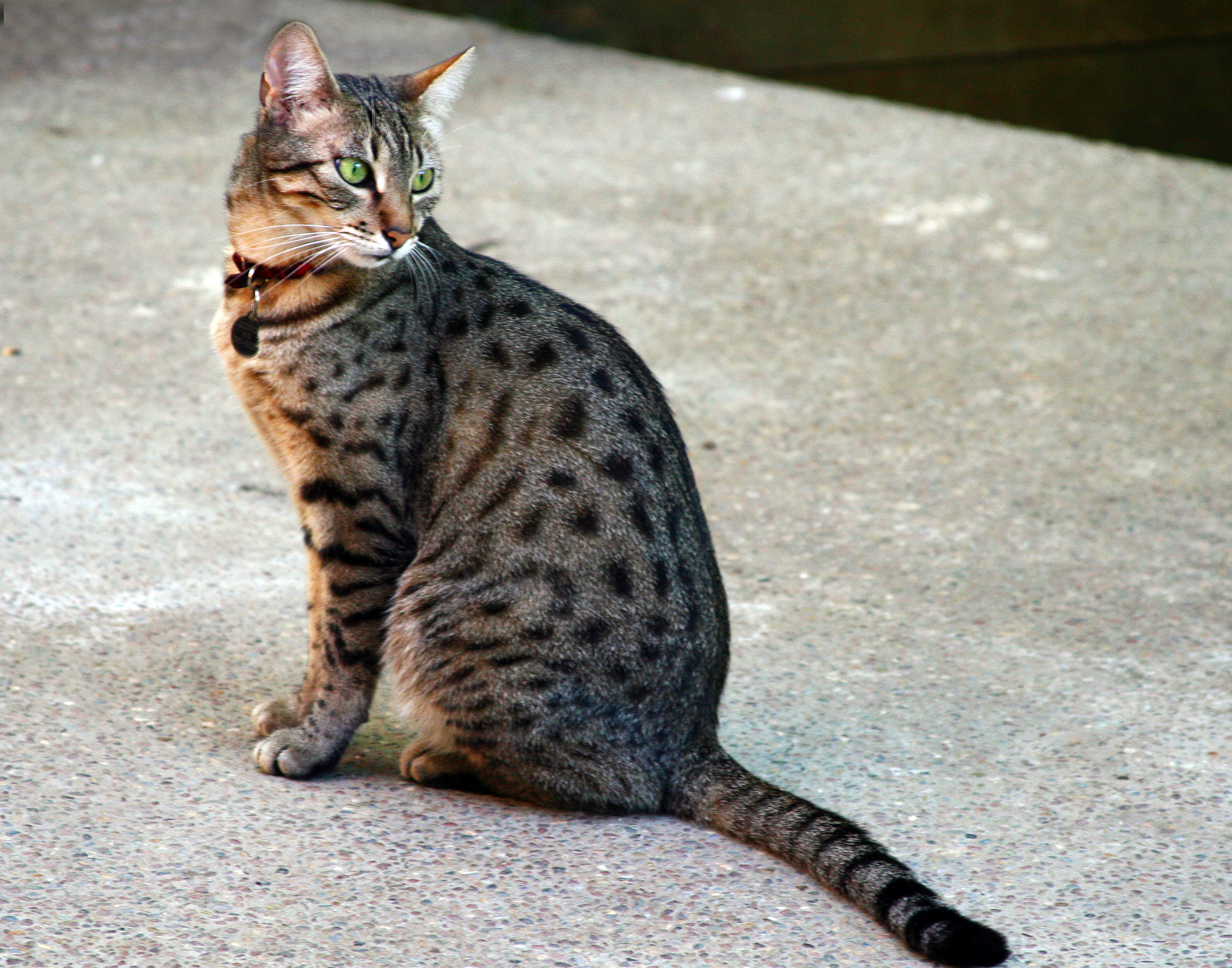
Mau Egípcio da cor bronze

O Mau Egípcio é uma raça que descende diretamente dos gatos da época do Antigo Egito. Podem ser vistos em papiros e construções egípcias anteriores a 1000 a.C. Exemplares foram levados à Europa e, mais recentemente, a raça foi desenvolvida nos Estados Unidos a partir de cruzamentos entre exemplares europeus.
É um gato-doméstico de temperamento calmo. Esperto e dedicado, possui laços afetivos extremamente fortes com os seus donos. O seu aspecto é perfeitamente balanceado entre esbelto e roliço. A sua cabeça é levemente arredondada. O focinho não é pontudo e os seus olhos oblíquos, de formato oval, são geralmente de cor verde.

## Mist Australiano

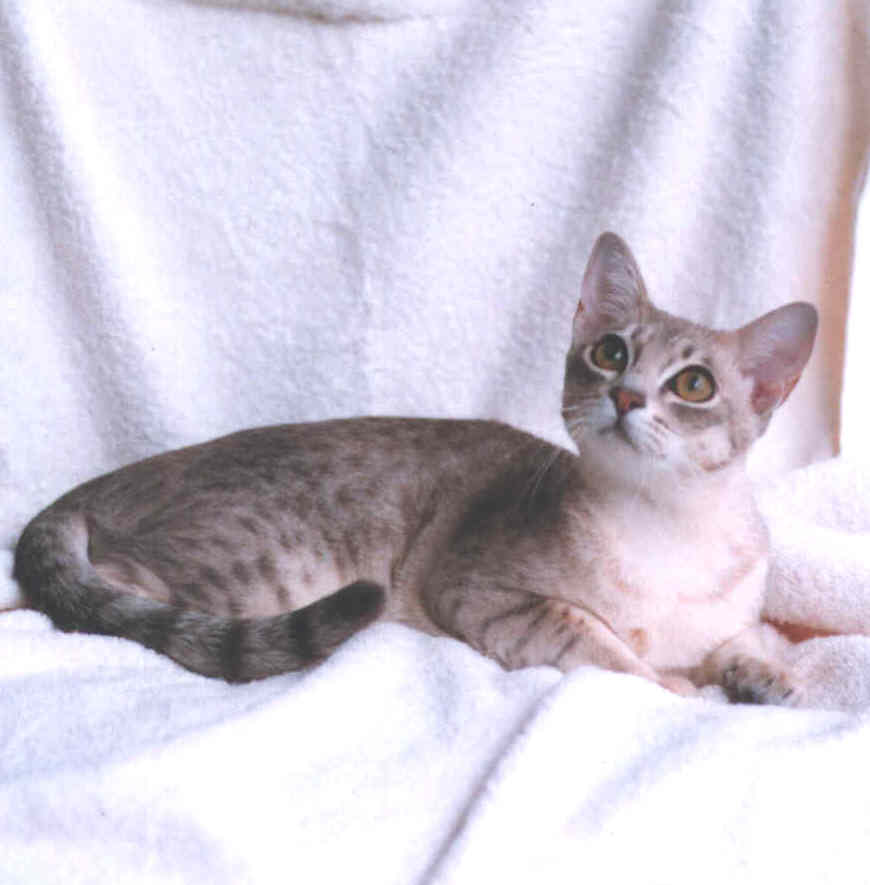
Um gato Mist Australiano

O Mist Australiano é uma raça de gatos desenvolvida na Austrália. A criação desses animais teve início no ano de 1976 por meio de cruzamentos sucessivos entre abissínios, siameses e diversos gatos de pelo curto. Por tratar-se de uma raça recente, os seus padrões ainda não foram totalmente definidos.

## Munchkin
O Munchkin é um gato de pernas curtas e corpo alongado. Em função desse formato peculiar, é apelidado de Basset Hound felino.
É dócil, sociável e amável. É ativo como outros gatos, mas não pula tão alto devido à pequena altura das suas pernas, que chegam a medir apenas um terço do tamanho observado nas outras raças. A pelagem é bastante variável, podendo ser longa ou curta, com várias tonalidades e cores diferentes.

## Norueguês da Floresta

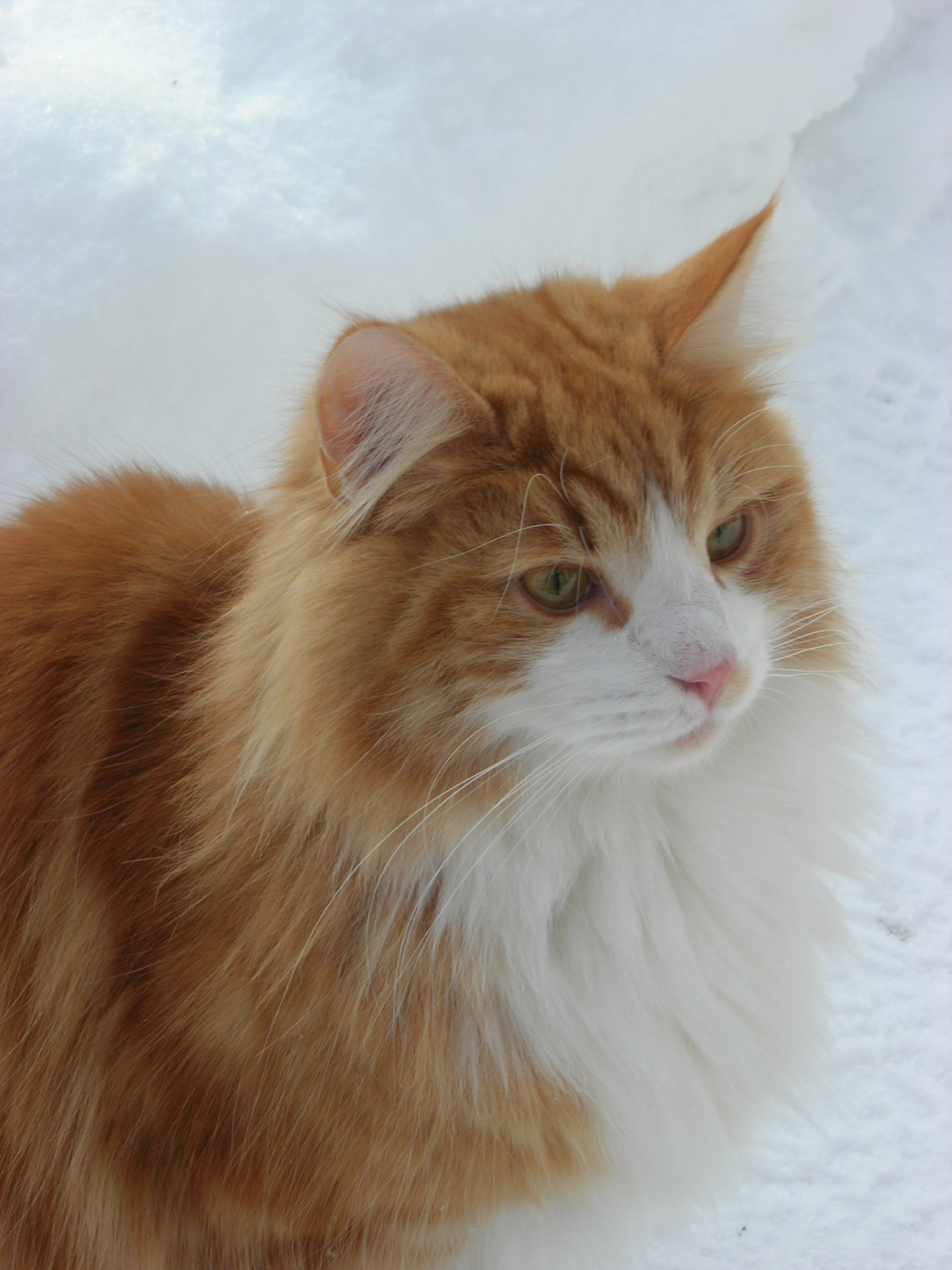
O gato Norueguês da Floresta apresenta densa pelagem na região do pescoço, que lhe protege contra o frio

Como o próprio nome diz, o gato Norueguês da Floresta se originou nas áreas florestais da Noruega. A necessidade de se abrigar durante os invernos frios da Escandinávia transformou seu manto em uma espécie de cobertor macio, protegendo-o do vento, do frio e da umidade da neve. Para proteger-se do frio este gato também se serve de abundante camada de pelos ao redor do pescoço, formando uma densa juba.
Como originaram-se de gatos que viviam ao ar livre, os membros dessa raça possuem a característica de serem excelente caçadores e apresentarem grande independência em relação à seus donos.

## Pelo curto americano
O Gato de pelo curto americano foi criado a partir do padrão observado nos gatos que se procriaram nas ruas das grandes cidades dos Estados Unidos da América. São conhecidos por sua longevidade, saúde e docilidade com crianças.
Resistente, tem seu corpo muito bem proporcionado, forte, ágil, balanceado e simétrico. Seu corpo é mais comprido do que alto, de tamanho médio para grande. As fêmeas são ser menos robustas em relação aos machos. Sua pelagem é curta, e de textura dura. Variações na grossura dos pelos são observadas de acordo com a região e estação do ano. A pelagem é densa o suficiente para proteção do tempo, frio e cortes superficiais na pele.

## Pelo curto brasileiro

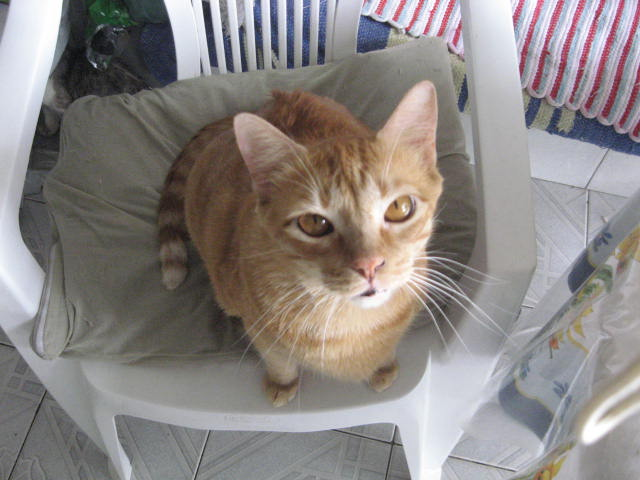
Um espécime da Raça Pelo Curto Brasileiro

O gato de pêlo curto brasileiro foi a primeira raça genuinamente brasileira a ser reconhecida internacionalmente. Criado a partir do padrão observado nos gatos descendentes da subespécie Felis silvestris iberica que se procriaram nas ruas das cidades brasileiras, são conhecidos por sua longevidade, resistência e docilidade com adultos e crianças.
O pêlo é bem deitado junto ao corpo, cabeça e orelhas de tamanho médio, proporcionais a largura da base, bem colocadas. Os olhos ligeiramente oblíquos e o nariz da mesma largura da base até à ponta. Peito largo, pernas de tamanho médio e patas arredondadas, também de tamanho médio. O corpo é forte, musculoso, mas o aspecto geral é de um gato muito ágil e elegante.

## Pelo curto europeu
O Gato de pelo curto europeu desenvolveu-se naturalmente a partir do cruzamento entre os gatos de diferentes raças que viviam nas ruas das cidades cidades da Europa continental. São conhecidos por sua longevidade e resistência a doenças.
Assemelha-se bastante ao gato de pelo curto brasileiro, mas, devido ao clima mais frio presente na Europa, possui uma pelagem mais densa e compacta. Assim como as demais raças de gatos surgidas nas ruas, apresenta excelente visão noturna e bom faro, o que lhe permite caçar roedores na ausência de alimentos fornecidos pelos humanos.

## Pelo curto inglês
Sendo conhecido há cerca de dois mil anos, o gato de pelo curto inglês é a mais antiga raça de gatos da Inglaterra. É um gato elegante, compacto, bem balanceado e forte, que prefere estar no chão, e não tem entre suas especialidades a velocidade, ou a agilidade. A cabeça é arredondada, com bom espaço entre as orelhas.
Devido à sua inteligência é uma das raças preferidas para filmes em Hollywood e comerciais de televisão.

## Pelo curto Oriental

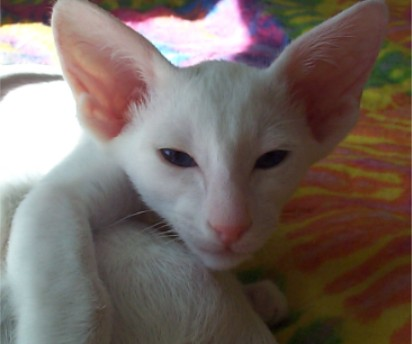
Pelo Curto Oriental

Ver artigo principal:Oriental Shorthair
O Shorthair Oriental é uma raça de gato doméstico desenvolvida e intimamente relacionada ao gato siamês. Mantém o tipo moderno de corpo e cabeça siameses, mas aparece em uma ampla gama de cores e padrões de pelagem.
Origem: Estados Unidos, Tailândia

## Persa

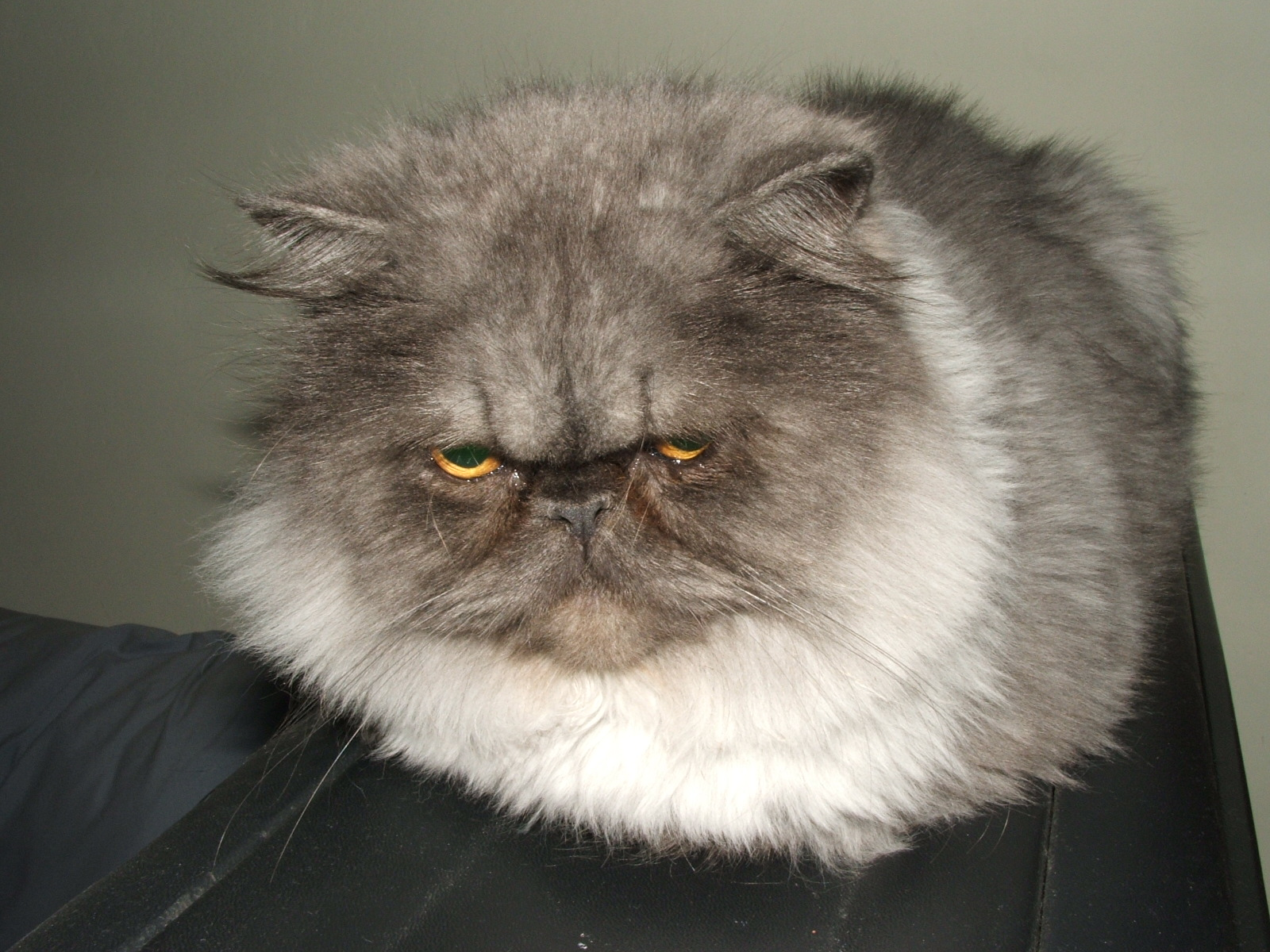
Gato persa, a raça com pedigree mais comum no Brasil.

Os gatos persas originaram-se na antiga Pérsia (atual Irã). No século XVII foram levados à Itália, onde sua pelagem macia e brilhante fez com que imediatamente ganhassem popularidade. Atualmente, essa é a raça de gato doméstico mais popular no Brasil e na maior parte do mundo.
Os persas são gatos muito procurados por pessoas que vivem em espaços pequenos, como apartamentos, pois seus miados são baixos e pouco comuns, além do fato desses animais apresentarem um forte apego ao seu dono.
Esse animal se caracteriza pela pelagem comprida e sedosa, com uma cabeça grande e redonda, orelhas pequenas e arredondadas com tufos de pelo no interior, olhos grandes e redondos de coloração vívida e patas curtas, porém musculosas. O padrão comum da raça apresenta focinhos achatados (flat face), porém alguns animais possuem focinhos um pouco mais alongados (doll face).

## Pixie-bob
(sem informacão)

## Ragdoll
O gato ragdoll foi desenvolvido em meados dó século XX, nos Estados Unidos da América. Seu nome, que significa boneca de pano em inglês, indica uma característica peculiar desse animal que é relaxar completamente quando o pegamos no colo. É tão dócil que permite ser jogado de um lado para o outro, algo que nem todos os gatos aceitam.
É um gato muito quieto e gentil, e uma vez que escolha um dono, o acompanhará permanentemente. São gatos caseiros, por sua docilidade, são totalmente indefesos quando livres, portanto são gatos para viver exclusivamente em ambiente interno. Não possuem muita necessidade de atividades físicas, sendo mais sedentários que gatos de raças menores.

## Ocicat

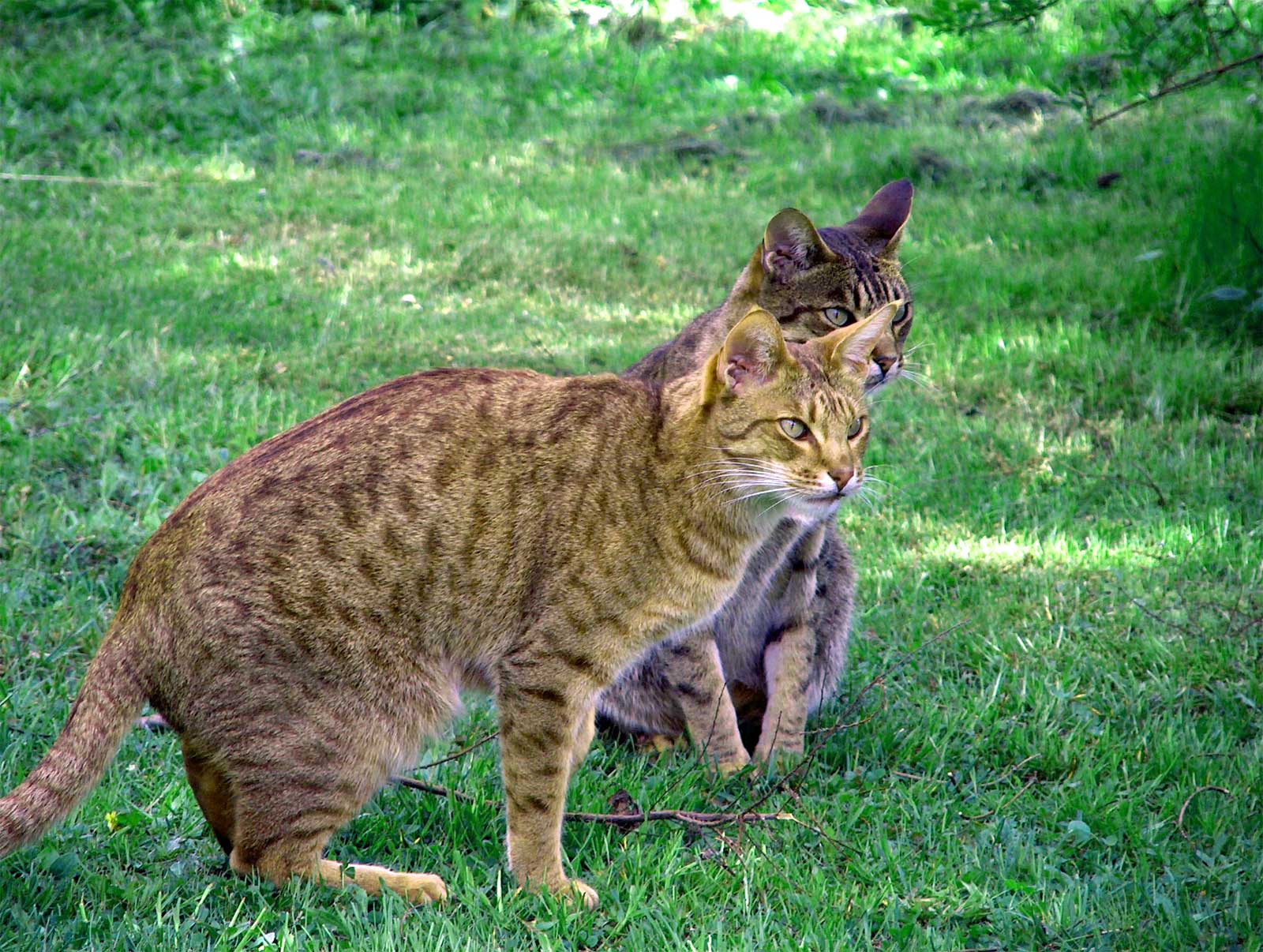
A pelagem do Ocicat se assemelha bastante a de uma jaguatirica (Leopardus pardalis).

O gato Ocicat surgiu nos Estados Unidos em 1964, quando uma criadora comercial realizava cruzamentos entre Abissínios e Siameses. Quando ela cruzou um abissínio-siamês com um com um siamês chocolate point, obteve um gato com a pelagem semelhante a de um jaguar. Chamou a nova raça de "Ocicat" pela semelhança desse gato com a jaguatirica (que em inglês, se chama Ocelot). Apesar dessa aparência singular, esses gatos não são híbridos entre gatos domésticos e espécimes selvagens.
São gatos de tamanho grande, com patas ovais, pernas robustas bem musculosas e rabo alongado. Seu pelo segue um padrão manchado, semelhando-se ao observado nos felinos selvagens. Seus olhos podem possuir quase todas as cores, exceto azul.

## Russo Azul
O Russo Azul ou Azul russo é uma raça de gato que tem um pelo azul-prateado. São relativamente inteligentes e brincalhões, mas tendem a ser tímidos com estranhos. Eles desenvolvem laços estreitos com seus companheiros humanos e são procurados como animais de estimação devido a suas personalidades, a bela cor de sua pelagem e ainda devido ao facto de serem um dos gatos menos destruidores em casa.

## Sagrado da Birmânia
O Gato Sagrado da Birmânia recebeu esse nome por descenderem diretamente de uma linhagem de gatos que viviam dentro dos monastérios budistas birmaneses. Segundo a lenda budista, existia em um determinado templo, um gato branco, de pelo comprido, que era o fiel companheiro de um sacerdote. Quando este morreu, assassinado por invasores, o gato pulou para cima do corpo de seu dono e aí ficou, para evitar que alguém se aproximasse. Nesse momento, sua pelagem foi ficando cor de creme. Os olhos dourados tornaram-se azuis e as patas, nariz, orelhas e cauda, azuis - cinzentos. Apenas os quatro pés, que estavam em contato com o corpo do defunto, permaneceram brancos.
Os espécimes dessa raça apresentam olhos azuis, pelos longos e corpos musculosos. A pelagem não forma nós, nem cachos, exceto da região do abdômen. As fêmeas pesam no máximo 5 kg, sendo bem menores do que os machos, que podem chegar aos 8 kg. Sempre andam com a cauda ereta. Sempre nascem brancos, adquirindo a coloração definitiva após alguns meses. Alguns gatos dessa raça nascem portando cardiopatias congênitas.

## Savannah
O Savannah é um animal híbrido derivado de cruzamentos entre o gato doméstico e o serval africano (Leptailurus Serval). Possui esse nome pelo fato de o serval habitar as savanas. Pelo fato de a raça ser resultante do cruzamento de espécies diferentes, a maior parte dos animais é estéril, o que a torna uma raça muito rara.
Os gatos dessa raça possuem um porte intermediário ao do gato doméstico e ao do serval, sua cabeça possui formato triangular, orelhas esguias e de tamanho grande, e a pelagem formada por manchas iguais a do serval, porém, a cor do pelo pode variar entre prateado, dourado ou marrom. Sua personalidade é independente, contudo, não apresenta traços da agressividade existente nos animais selvagens.

## Scottish Fold

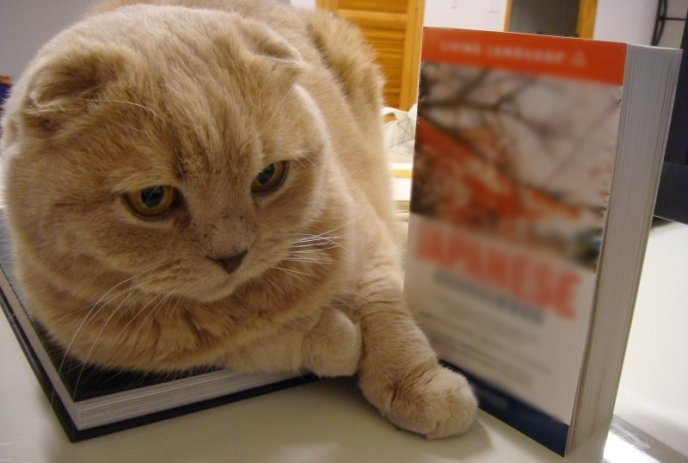
Diferentemente das outras raças, os Scottish Folds apresentam as pontas das orelhas caídas

O Scottish Fold é um gato originário da Escócia. Possui um porte robusto, pelos macios e face bem arredondada. A sua característica mais marcante está nas orelhas que, ao contrario dos demais gatos, são pequenas e com pontas dobradas para dentro
São bastante companheiros, tolerantes com animais de outras espécies. Possuem nível médio de atividade, não sendo nem muito agitados nem muito pacatos.
Os gatos dessa raça praticamente não miam, exceto quando estão no cio. Sua coloração é cinza-azulada podendo variar entre tons mais claros e mais escuros, sempre contrastando com áreas de pelagem branca. O pelo azul pode ficar levemente marrom antes da troca, que normalmente ocorre duas vezes por ano.

## Selkirk Rex
Pode possuir longo longo ou curto, exibe corpo retangular e musculoso, focinho curto e quadrado, membros de comprimento médio a longo, com boa ossatura e patas grandes e arredondadas. As orelhas são largas na base e bem separadas, os olhos são grandes e possuem expressão amável, as sobrancelhas e bigodes são crespos e frágeis.
O de pelo curto possui pelagem abundante, de comprimento médio, macia como pelúcia, com caracóis e cachos que caem contra a cauda. por outro lado, os da variedade de pelo longo possuem pelame denso, macio e muito encaracolado. Quanto à cor do manto e dos olhos, todas as cores, tons e padrões são aceitos.

## Siamês

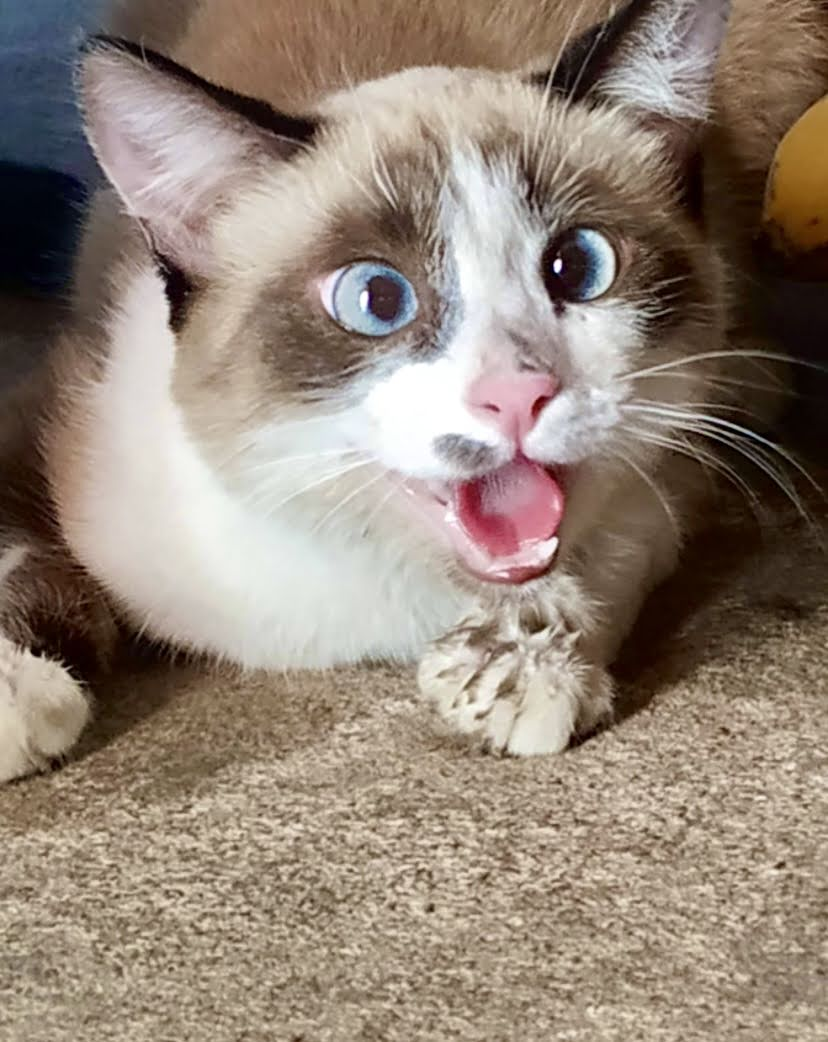

Os Gatos Siameses receberam esse nome por serem originais do antigo Sião (atual Tailândia). Trata-se de um gato de psicologia complexa, frequentemente imprevisível em suas reações. Por isso precisa viver em espaço amplo, onde possa dar seus passeios noturnos. Costuma miar bastante, sobretudo no período do cio.
A característica mais marcante dessa raça está na cabeça, perfeitamente triangular, ornamentada por um belo par de olhos azuis. É uma das poucas raças de gato que podem ser realmente adestradas, aceitando inclusive a passear de coleira com seus donos, como fazem os cães, desde que treinados desde pequenos.

## Siberiano
O Gato Siberiano, também conhecido como Gato dos bosques da Sibéria é uma raça de gato criada de forma natural nos bosques da Rússia pelo cruzamento de gatos domésticos e de gatos selvagens. É um gato grande de pelo longo que se destaca sobre outras raças de gatos por seu caráter sociável. O Gato Siberiano é perfeito para as pessoas alérgicas que não querem renunciar a ter um animal desses, pois sua saliva tem menos quantidades da proteína Fel D1 que é a que costuma provocar alergias.

## Singapura
Originário de Singapura, a falta de contato com a civilização deu a este gato oriental um temperamento reservado. Nativamente conhecido de forma pejorativa como gato do esgoto, prefere ser doméstico, pacífico e não requer exigências. Tem corpo pequeno com um ligeiro arqueamento constante de dorso, orelhas grandes e cabeça redonda.
Embora mencionado acima, seu temperamento pode mudar com cuidados adequados e carinho. Para manter sua pelagem curta e sedosa em boas condições, deve esfregado vigorosamente com luvas. Tem infinitas variações, mas em outros países, como os Estados Unidos, apenas está disponível nas variações marfim salpicado de marrom e bicolor rajado de branco.

## Somali
O Somali é um gato abissínio de pelo muito longo. Essa raça surgiu naturalmente derivada de uma mutação observada em alguns espécimes de abissínios na década de 1950 nos EUA.

## Sphynx

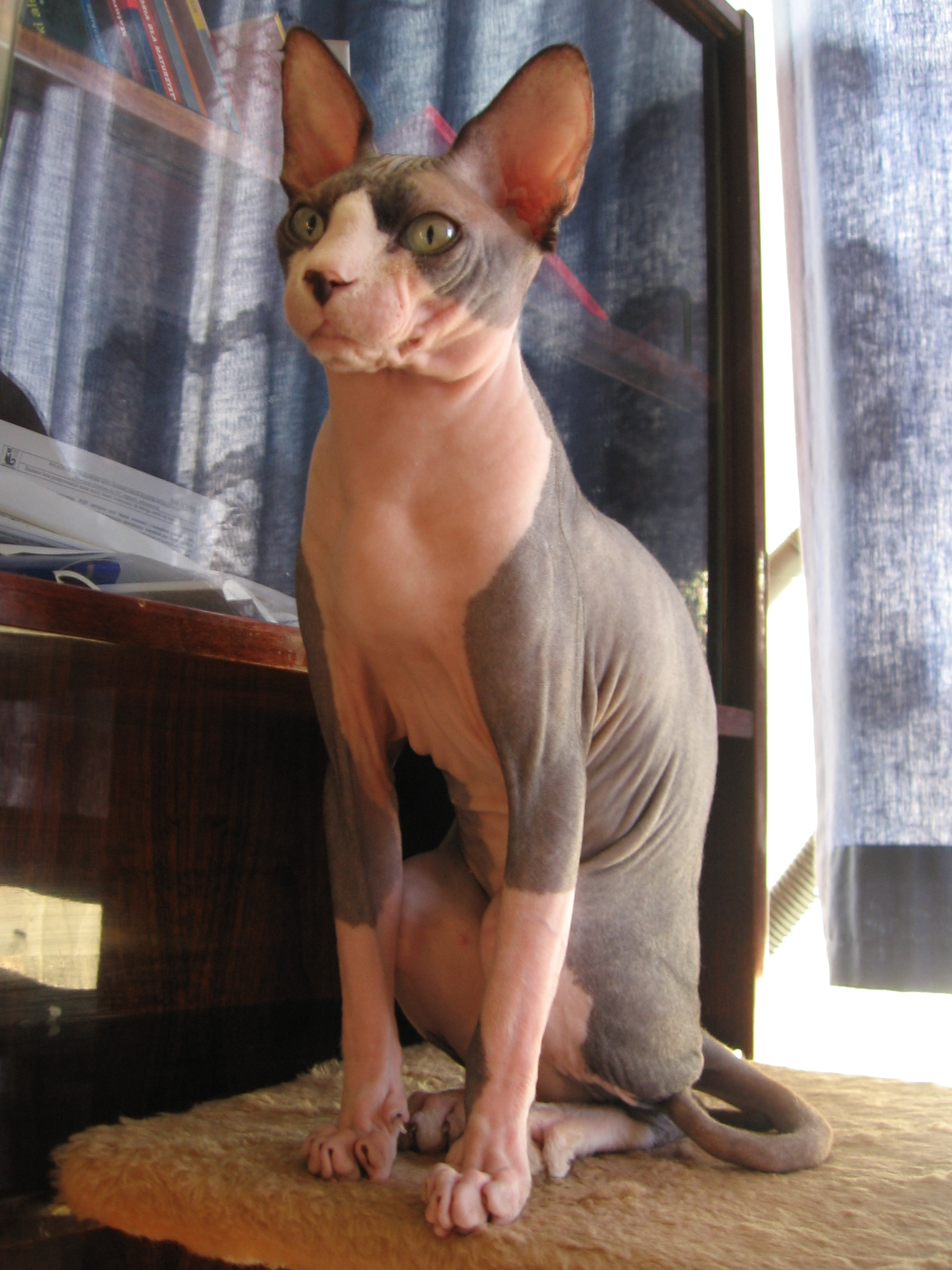
Gato Sphynx, a única raça que não possui pelos

O Sphynx é uma raça originária do Canadá. Ficou famosa por não possuir pelos, sendo assim muito procurado por pessoas que gostem de gatos, mas possuam alergia a seus pelos.
Devido a essa ausência de pelos, esse animal é vulnerável ao frio e ao calor, podendo sofrer queimaduras solares nas partes mais claras da pele.

## Thai
O gato Thai é uma raça de gatos tailandesa que possuí forte ligação ao moderno Gato Siamês, sendo considerado sua versão mais primitiva.

## Tonquinês
O Tonquinês é uma raça desenvolvida no início do século XX, a partir do cruzamento entre gatos siameses e gatos birmaneses. No início, eram conhecidos como "siameses dourados", mas, após diversas gerações, a raça conseguiu reconhecimento próprio.
De caráter afetuoso e sociável são muito inteligentes. Gostam de longos passeios e, perigosamente, de permanecer perto de automóveis por associá-los à presença humana. Por sua genética mista, no cruzamento entre tonquineses, apenas a metade da prole será de representantes dessa raça.

## Toyger
O Toyger é uma raça que resulta dos cruzamentos sucessivos entre espécimes de pelo curto. Recebeu esse nome por se assemelhar a um tigre de pelúcia (Toy Tiger). Apenas no ano de 2007 que essa raça foi oficialmente reconhecida pela TICA.

## Usuri
O Usuri é uma raça rara de gatos originário da Rússia Central. Trata-se de um híbrido entre gatos domésticos de pelo longo e o Leopardo Asiático. No Brasil se encontra apenas um exemplar dessa raça.

## Sem raça definida (SRD)
Os gatos sem raça definida popularmente conhecidos como vira-latas, geneticamente representam uma mistura de diversas raças.
Por serem derivados de animais portadores de distintas características, a seleção natural tratou de aprimorar as características que dão a esses gatos maiores níveis de resistência e melhores graus de aptidão para a vida ao lado dos seres humanos. Assim, os felinos sem raça definida normalmente são beneficiados por terem reduzida propensão ao desenvolvimento de doenças de origem genética, além de apresentarem elevados níveis de interação com os humanos, sendo muito amigáveis e apegados aos donos

## Organizações Oficiais
- CFA - The Cat Fancier's Association
- TICA - The International Cat Association
- FIFE - Fédération Internationale Féline
- GCCF - The Governing Council of the Cat Fancy

### Tabela lista de raças
| Raça                        | Nome em inglês           | Origem                                  | Foto                       |
| Abissínio                   | Abyssinian               | Etiópia                                 |                            |
| Angorá turco                | Turkish angora           | Turquia                                 |                            |
| Asiático de Pelo Semi-Longo | Asian Semi-longhair      | Reino Unido                             |                            |
| Azul Russo                  | Russian Blue             | Rússia                                  |                            |
| Balinês                     | Balinese                 | Estados Unidos                          |                            |
| Bambino                     | Bambino cat              | Estados Unidos                          |                            |
| Bicolor Oriental            | Oriental Bicolour        | Estados Unidos                          |                            |
| Bobtail americano           | American Bobtail         | Estados Unidos                          |                            |
| Bobtail japonês             | Japanese Bobtail         | Japão                                   |                            |
| Bombaim                     | Bombay                   | Estados Unidos                          |                            |
| Burmês                      | Burmese                  | Tailândia                               |                            |
| Burmila                     | Burmilla                 | Reino Unido                             |                            |
| California Spangled         | California Spangled      | Estados Unidos                          |                            |
| Cingapura                   | Singapura                | Singapura                               |                            |
| Chartreux                   | Chartreux                | França                                  |                            |
| Chausie                     | Chausie                  | França                                  |                            |
| Colorpoint de pelo curto    | Colorpoint Shorthair     | Estados Unidos / Inglaterra             |                            |
| Cornish Rex                 | Cornish Rex              | Reino Unido                             |                            |
| Curl Americano              | American Curl            | Estados Unidos                          |                            |
| Devon Rex                   | Devon Rex                | Reino Unido                             |                            |
| Donskoy                     | Donskoy                  | Rússia                                  |                            |
| Dragon Li                   | Dragon Li                | China                                   |                            |
| Egeu                        | Aegean                   | Grécia                                  |                            |
| Gato-de-Bengala             | Bengal                   | Estados Unidos                          |                            |
| Gato do Chipre              | Cyprus Cat               | Chipre                                  |                            |
| Exótico                     | Exotic Shorthair         | Estados Unidos                          |                            |
| Gato asiático               | Asian Cat                | Reino Unido                             |                            |
| Gato Siberiano              | Siberian                 | Rússia                                  |                            |
| Havana marrom               | Havana Brown             | Reino Unido                             |                            |
| Himalaio                    | Himalayan                | Nepal                                   |                            |
| Javanês                     | Javanese                 | Estados Unidos                          |                            |
| Korat                       | Korat                    | Tailândia                               |                            |
| Khao Manee                  | Khao Manee               | Tailândia                               |                            |
| Kurilian Bobtail            | Kurilian Bobtail         | Rússia                                  |                            |
| LaPerml                     | LaPerm                   | Estados Unidos                          |                            |
| Levkoy ucraniano            | Ukrainian Levkoy         | Ucrânia                                 |                            |
| Lykoi                       | Lykoi                    | Estados Unidos                          |                            |
| Maine Coon                  | Maine Coon               | Estados Unidos                          |                            |
| Manx                        | Manx                     | Reino Unido                             |                            |
| Manx de pelo longo          | Manx Longhair Cymric cat | Canadá                                  |                            |
| Mau Árabe                   | Arabian Mau              | Arábia Saudita / Emirados Árabes Unidos |                            |
| Mau egípcio                 | Egyptian Mau             | Egito                                   |                            |
| Minskin                     | Minskin                  | Estados Unidos                          |                            |
| Mist Australiano            | Australian Mist          | Austrália                               |                            |
| Munchkin                    | Munchkin cat             | Estados Unidos                          |                            |
| Nebelung                    | Nebelung                 | Estados Unidos                          |                            |
| Norueguês da Floresta       | Norwergian Forest Cat    | Noruega                                 |                            |
| Ocicat                      | Ocicat                   | Estados Unidos                          |                            |
| Ojos Azules                 | Ojos Azules              | Estados Unidos                          |                            |
| Oregon Rex                  | Oregon Rex               | Estados Unidos                          |                            |
| Pelo curto americano        | American Shorthair       | Estados Unidos                          |                            |
| Pelo curto brasileiro       | Brazilian Shorthair      | Brasil                                  |                            |
| Pelo curto Europeu          | European Shorthair       | Suécia                                  |                            |
| Pelo curto inglês           | British Shorthair        | Reino Unido                             |                            |
| Pelo longo Inglês           | British Longhair         | Reino Unido                             |                            |
| Pelo curto Oriental         | Oriental Shorthair       | Estados Unidos                          |                            |
| Pelo longo Oriental         | Oriental Longhair        | Inglaterra                              |                            |
| Persa                       | Persian                  | Irão                                    |                            |
| Peterbald                   | Peterbald                | Rússia                                  |                            |
| Pixie-bob                   | Pixie-bob                | Estados Unidos                          |                            |
| Raas                        | Raas                     | Indonésia                               |                            |
| Ragamuffin                  | Ragamuffin               | Estados Unidos                          |                            |
| Ragdoll                     | Ragdoll                  | Estados Unidos                          |                            |
| Rex Alemão                  | German Rex               | Alemanha                                |                            |
| Sagrado da Birmânia         | Birman                   | Myanmar                                 |                            |
| Savannah                    | Savannah                 | Estados Unidos                          |                            |
| Scottish Fold               | Scottish Fold            | Escócia                                 | Lilac-coated Scottish Fold |
| Selkirk Rex                 | Selkirk Rex              | Estados Unidos                          |                            |
| Serengeti                   | Serengeti                | Estados Unidos                          |                            |
| Siamês                      | Siamese                  | Tailândia                               |                            |
| Singapura                   | Singapura                | Singapura                               |                            |
| Snowshoe                    | Snowshoe                 | Estados Unidos                          |                            |
| Sokoke                      | Sokoke                   | Quênia                                  |                            |
| Somali                      | Somali                   | Estados Unidos                          |                            |
| Sphynx                      | Sphynx                   | Canadá                                  |                            |
| Suphalak                    | Suphalak                 | Tailândia                               |                            |
| Thai                        | Thai                     | Tailândia                               |                            |
| Tiffany-Chantilly           | Chantilly-Tiffany        | Estados Unidos                          |                            |
| Tonquinês                   | Tonkinese                | Canadá                                  |                            |
| Toyger                      | Toyger                   | Estados Unidos                          |                            |
| Van Turco                   | Turkish Van              | Turquia                                 |                            |
| Wirehair Americano          | American Wirehair        | Estados Unidos                          |                            |